# Надмірне споживання
Надмірне споживання — це ситуація коли використання ресурсів перевищує здатність екосистеми до відновлення. Це призводить до деградації довкілля та виснаження природних ресурсів.
Загалом, обговорення надмірного споживання відбувається паралельно обговоренню людського перенаселення, але на навантаження на планету впливають також інші чинники: стиль життя, рівень добробуту, використання ресурсів і рівень забруднення (наприклад, вуглецевий слід). Очікується, що населення світу досягне 9,8 мільярда осіб до 2050 року і 11,2 мільярда до 2100 року. Основне зростання відбудеться в країнах, що розвиваються, де часто існують проблеми нерівності споживання. Також є різниця між розвиненими і країнами, що розвиваються, наприклад, жителі розвинених країн споживають у 32 рази більше ресурсів, ніж жителі країн, що розвиваються. Проте спостерігається зростання споживання у країнах, що розвиваються: У країнах Глобального Півдня (Азія, Африка, Америка) очікується значне збільшення споживання до 2030 року, що зміщує загальний акцент зі споживання розвинених країн.Також слід відмітити, що у бідніших країнах споживання на душу населення зазвичай менше, але в них також важливо уникати надмірного використання ресурсів, зокрема викопних.

## Причини
Існує цілий спектр товарів і послуг, які постійно споживає населення світу. Вони варіюються від їжі та напоїв, одягу та взуття, житла, енергії, технологій, транспорту, освіти, охорони здоров'я та особистого догляду, фінансових послуг та інших державних послуг. За даними Світового банку, найбільше споживають продукти харчування, напої, одяг і взуття. Особливо актуальним це стає через зростання споживання в країнах, що розвиваються.
Головними причинами частого придбання товарів є плановане застарівання. Плановане застарівання з'явилося в США і передбачає створення товарів із коротким терміном служби, що змушує споживачів купувати нові речі. Наприклад, у 2012 році лише 1 % придбаних товарів використовувалися понад 6 місяців. Застарівання стосується моди та трендів: через рекламу люди вважають, що продукти втрачають цінність, коли виходять із моди, і це стимулює нові покупки. У 2015 році провідними ринками споживання були США, Японія, Німеччина, Китай і Франція.

## Наслідки

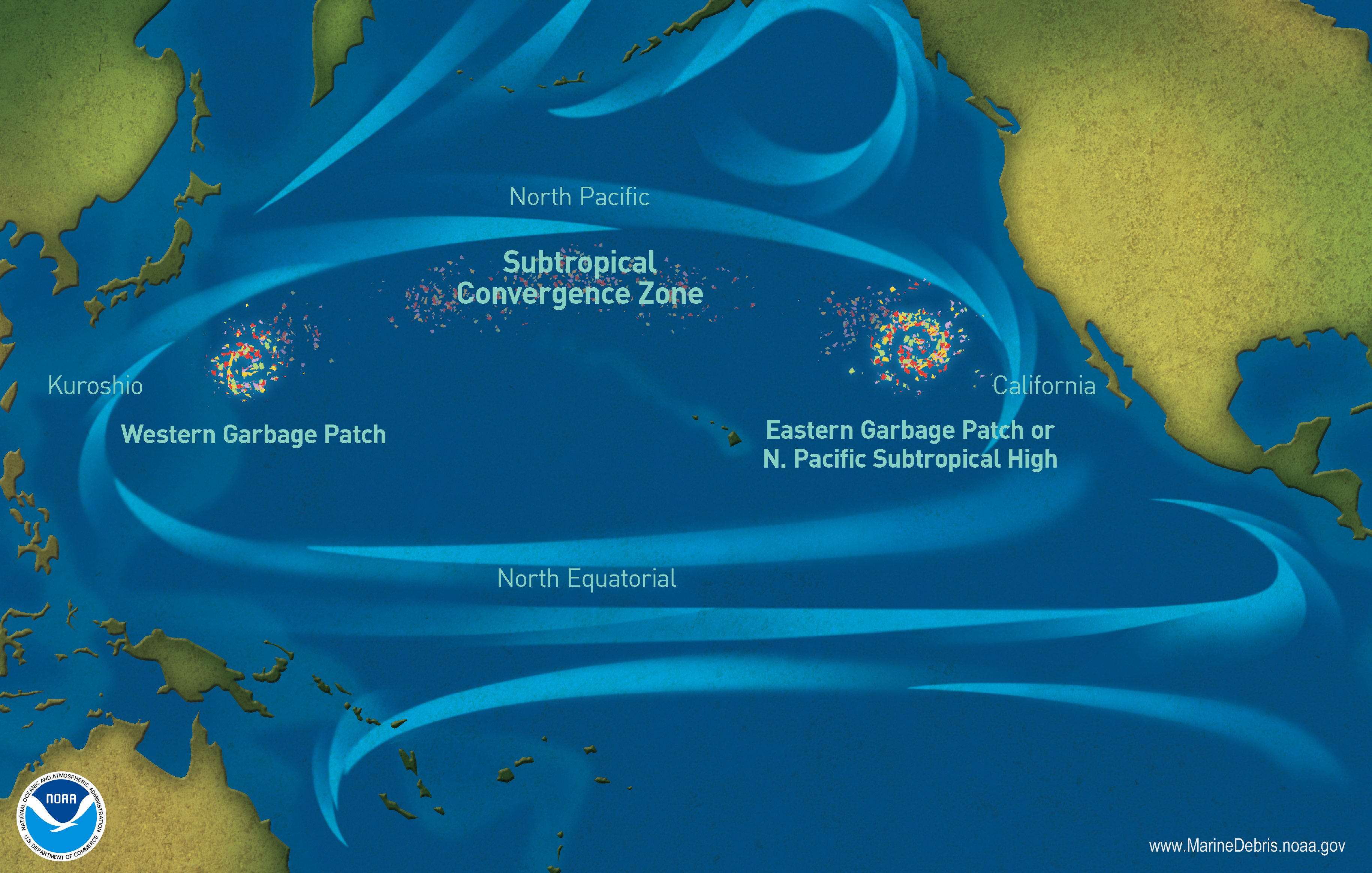
Сміттєва пляма в Тихому океані

У 2010 році International Resource Panel опублікувала першу глобальну наукову оцінку впливу споживання та виробництва. Згідно з оціночним звітом, до 2100 року рівень людського споживання (без змін у політиці) буде у сім разів вищим, ніж у 2010 році. З точки зору виробництва, найбільший вплив мають процеси спалювання викопного палива, сільське господарство та рибальство.
З точки зору кінцевого споживання, основними причинами впливу на довкілля є домашнє споживання, пов'язане з мобільністю (транспорт), житлом (будівництво та утримання), харчуванням та використанням енергоємних продуктів.